# Тврђава Ајо Теодори
Тврђава Ајо Теодори  (грчки: Φρούρια της Θοδωρού) јадан је од многобројних фортификацијиских објеката на острвима у околини Крита у јужној Грчкој.

## Положај и размештај
Тврђава Ајо Теодори налази се на истоименом острву насупрот плаже Ајо Марина у Ханији. Тренутно на њему постоје остаци две разрушене венецијанске тврђаве.
Острво је каменито, површине 697 хектара. Поред њега се налази и велика стена, острво Глараки. Становници Крита оба острва називају Теодори". На јужној страни острва налази се велика лучна пећина због које острво издалека подсећа на чудовиште.
Географски положај
- 35.537°N
- 23.931°E
- надморска висина ≈ 120 м

## Назив
Тврђава Ајо Теодори, добила је назив по острву на коме је изграђена. Изворно носила је назив Акитос или Акоитион, што значи „неприкладно за живљење”.
Његов тренутни назив тврђава је добила по ранохришћанској цркви Ајос Теодорос, јер је још у минојском периоду острво је било свето место. Од цркве као и од тврђаве данас су само  преостале рушевине.

## Историја
На врху острва Млечани су 1574. године саградили полигоналну тврђаву (коју су назвали Турлуру) и другу нешто нижу (коју су назвали Свети Теодор или Свети Фрањо, по храму који је постојао на острву).
Изградња тврђаве коштала је 21.500 дуката, што је за то време био огроман износ, јер су Млечани острву приписали велики стратешки значај и на њему сместили сталну стражу од 70 људи.
Нешто касније планирали да да саграде и трећу тврђаву на северној страни оточића, али овај план се није остварио.
Османлије су 1645. године напале острво и заузели га и поред херојске одбране  70 бранитеља. Не желећи да се преда, шеф дворске стража Власиос запалио је складиште барута и разнео читаву стражу и све Османлије који су ушли у тврђаву.
Млечани су острво повратиле 1650. године и њим владали све до 1699. године, када су га поново предали Османлијама, 30 година од пада Хандакаса и 50 година након доласка Османлија на Крит.
Године 1897. године снага грчке војске, коју је предводио Тимолеон Васос, искрцале су се на острво, упркос претећем присуству ратних бродова великих сила.
Данас су на острву осим два каштела и цркве Агија Теодорос остало још само неколико рушевина.

## Легенде и предања
Пећина која се налази на јужној страни острва изгледа попут неког чудовишта које делује претећи својим огромним отвором, који личи на отворене чељусти неке немани, а мештани острво често називају  и „дивљим острвом".
Најраспрострањенија легенда о острву каже да у првим година хришћанства острво уопште није постојало. Само су једног дана становници Крита угледали на мору огромно чудовиште како се претећи приближава Криту. У страху почели су да бацају копља и стреле из даљине да би га убили, али безуспешно. Ужаснуте тим призором, жене Крита клекле су на колена и почеле да моле Светог Ђорђа и Девицу Марију, не би ли они спасили становнике њиховог села. На њихове молитве Бог је одговорио настанком два „камена чудовишта” мањег и већег (острва Агиос Теодори), или острва Теодори и Гларакија. Временом чудовиште се окаменило, али са „отвореним устима” на већем острву.

## Заштита
Да би на острву заштитили аутохтону врсту критских дивокоза од истребљења, познату као Кри-Кри  (латински: Capra aegagrus cretica), Грчка је острво прогласила заштићеним подручјем и на њему запатила  неколико животиња како би се оне могле репродуковати далеко од ловаца и других опасности, забрањујући свако људско присуство и активности на острву, осим (у време верског празника Агио Теодориса), када је острво доступно тог дан (8. јуна).
Први пар коза превезен је на острво из Самарске клисуре 1935. године, а данас се процењује да на острву живи око 80 дивокоза, које чува посебна стража. Острво повремено нуди зоолошким вртововима широм света, примерке Кри-Кри дивокза.